# Гавинана (Пистоја)
Гавинана је насеље у Италији у округу Пистоја, региону Тоскана.
Према процени из 2011. у насељу је живело 757 становника. Насеље се налази на надморској висини од 806 м.